# Fricot trasloca
Fricot trasloca è un film comico italiano del 1913.

## Trama
Fricot è in arretrato con l'affitto ed è costretto a lasciare la sua casa. Caricato tutto su un carretto parte con la moglie in cerca di un nuovo alloggio, ma tutti rifiutano perché lo credono un robivecchi. Calata la notte scaricano letto e armadio ricostruendo una stanza da letto all'aperto e si addormentano. La polizia li sistema in una cella del commissariato.